# 浅黑尾灯鱼
浅黑尾灯鱼（学名：Triphoturus nigrescens）为灯笼鱼科尾灯鱼属的鱼类。分布于太平洋、印度洋以及南海等海域，多生活于热带和亚热带海域，棲息深度100-1000公尺體長可達4公分。